# Asuko March!
Asuko March! è in origine una serie manga di Kaori Akiyama intitolata ""Asuko March!~Kenritsu Asuka Kougyou Koukou Koushinkyoku~" e pubblicato a partire dal 2010, da cui è stato tratto un dorama stagionale primaverile in 9 puntate di TV Asahi mandato in onda nel 2011.
La storia racconta la vicenda di Nao, una ragazza che, non riuscendo a superare gli esami di ammissione per entrare nella scuola importante a cui aveva pensato, finisce per iscriversi in un più semplice istituto tecnico, l'Asuko School. La cosa un po' più curiosa è che, tra le centinaia di nuovi studenti vi sono solo tre ragazze: Nao si appresta così ad entrare in una classe tutta maschile.

## Cast

### Protagonisti
- Emi Takei - Yoshino Nao
- Tōri Matsuzaka - Yokoyama Aruto
- Rio Oshima - Aruto da bambino
- Kento Kaku - Tamaki Makoto
- Kento Nagayama - Takeuchi Kazuya
- Keisuke Minami - Wajima Go
- Takuya Ishida - Hirose Satomi
- Yūki Furukawa - Kishi Tetsuro
- Yuta Kanai - Murai Hajime
- Yusuke Arai - Hirakawa Koji
- Yosuke Nishi - Watanabe Shinichiro

### Classe 1ªA
- Atsuo Aoki
- Tatsuya Inoue
- Satoru Uchikawa
- Yudai Ono
- Kazuya Okayasu
- Norihito Katayama
- Shotaro Kotani
- Daisuke Kobayashi
- Kazuya Sakaguchi
- Takao Sakuma
- Hiroshi Takahashi
- Shohei Nanba
- Naoto Hanazawa
- Keita Fukui
- Yoshihiro Mori
- Takayuki Yoshida
- Katsuya Wakamatsu
- Hayate Wada

### Classe 1ªD
- Ayame Gōriki - Aizawa Momo
- Kazuma Yamane (ep. 3)
- Kazuki Fukuyama (ep. 3)
- Taiju Nemoto (ep. 3)
- Mine Tanimoto (ep. 3)

### Altri
- Seiya Uchimasu - studente di meccanica (ep. 1)
- TOMO (ep. 4)
- Keita Kanegae (ep. 4)
- Kazuya Tanaka - studente di meccanica (ep. 6)
- Takashi Sasano - Yoshino Fujio
- Tomoki Yonekura - insegnante di meccanica
- Satoshi Jinbo - Okano
- Miho Shiraishi - Sugisaki Kanako
- Rei Kikukawa - Yokoyama Sachiko
- Masanobu Katsumura - Omukai Toru
- Mary Matsuyama - Naganuma Kyoko
- Tatsuya Isaka - Ryusei

### Star ospiti
- Hatsunori Hasegawa - Tamaki Seiichi (ep. 1)
- Tsubasa Kato - Tamaki Seiji (ep. 1,5)
- Homare Mabuchi - Tamaki Seita (ep. 1,5)
- Tomoka Yamaguchi - Tamaki Seiko (ep. 1,5)
- Yuki - Ueda Natsumi (ep. 1)
- Fujiko Kojima - Yuzuki (ep. 1)
- Tsuyoshi Hayashi - Kohei (ep. 1)
- Momosuke Mizutani - Takeshi (ep. 1)
- Takehito Terui - ragazzo di liceo (ep. 1)
- Isshi Kawabata - ragazzo di liceo (ep. 1)
- Arata Saeki - esattore delle tasse (ep. 1)
- Tadashi Mizuno - esattore delle tasse (ep. 1)
- Yuuki Mashita - cliente del CLUB IKAROS (ep.1)
- Mika Akizuki - Takada Mayuko (ep. 1)
- Hijiri Sakurai - un medico (ep. 2)
- Mio - Madoka (ep. 2)
- Sosei Shinbori (ep. 3)
- Yohei Onishi - narratore di apertura (ep. 3-7)
- Hironobu Nomura - Takeuchi Masakazu (ep. 4)
- Yutaka Shimizu - Takeuchi Hideki (ep. 4)
- Matsubara Masataka - insegnante di educazione fisica (ep. 4)
- Nami Iwasaki - studente della "Yokohama Eirin High School" (ep. 4)
- Harada Ryuji - Yokoyama Toshiro (ep. 4-6)
- Kazuaki Hankai - un insegnante della Eirin High School (ep. 5)
- Anami Atsuko - Yuko (ep. 5)
- Nishi Keiko - un venditore di accessori (ep. 5)
- Tomobe Yasushi - insegnante di storia (ep. 5)
- Nana Uchiyama - personale del Yokosuka Watcher (ep. 5)
- Kurea Mori - ex-compagno di Aruto (ep. 5)
- Satoshi Yamazaki - ex-compagno di Aruto (ep. 5)
- Haruki Nishimoto (ep. 5)
- Shuko Miyake - ex-compagno di Aruto (ep. 5)
- Arisue Mayuko - Kaori (ep. 6)
- Haneda Youichi - personale della Eirin High School (ep. 6)
- Nishioka Tokuma - Noguchi Kazuhiko (ep. 7)
- Takashi Kodama - personale della "Shioiri Gears Manufacturing" (ep. 7)
- Shingo Yashiro - personale della "Shioiri Gears Manufacturing" (ep. 7)
- Risa Nagai - Madoka (ep. 7)
- Kenta Satoi - Numajiri (ep. 7)
- Okuda Yumi (ep. 8)
- Yu Sato (ep. 8)
- Nagai Masaru - Tachibana Atsushi (ep. 9)
- Leo Morimoto - Kajiwara (ep. 9)
- Hiraga Masaomi - Uchiyama (ep. 9)
- Tatsumi Aoi - un operaio (ep. 9)
- Ito Chikara -un operaio (ep. 9)
- Kondo Tatsuya (ep. 9)
- Mori Hayashi (ep. 9)

## Episodi
1. 1 female VS 27 Good-looking guys! The miracle of the Kougyo Koukou begins
2. (Secret) The lie that the host told to Kougyo's female student?
3. 1 high school girl saves the 27 Kougyo boys! The tearful expulsion incident
4. 1 girl going against 25 good-looking guys...Tearful persuasion! The emotional moment after school
5. Goodbye to the 25 male students and 1 female student...The last day! The tearful surprise
6. Part 1, finale! Nao disappeared...the 25 guys run, the tearful going-away party!
7. Finale! Entering a real factory...The world's best craftsman vs. Asuko team
8. Mother's Secret